# Henry Sidney

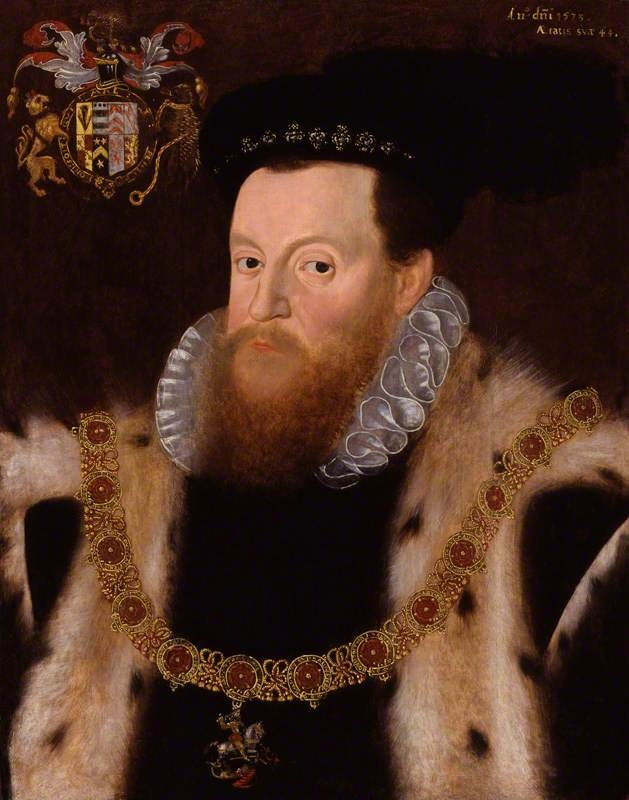
Henry Sidney, 1573

Sir Henry Sidney, KG (* 1529; † 5. Mai 1586 in Ludlow Castle, England) war ein englischer Politiker und Lord Deputy of Ireland.

## Herkunft und Familie
Henry Sidney wurde 1529 als Sohn von Wiliam Sidney (1482–1553) und dessen Frau Anne Pakenham (1511–1544) geboren. Er wuchs als Gefährte des späteren Eduard VI. auf.
1551 heiratete er Mary Dudley, die älteste Tochter von John Dudley, 1. Duke of Northumberland. Zusammen hatten sie drei Söhne und vier Töchter. Sein ältester Sohn war Philip Sidney, sein zweiter Sohn Robert Sidney, 1. Earl of Leicester. Sidneys Tochter Mary heiratete Henry Herbert, 2. Earl of Pembroke, war Schriftstellerin und galt als eine der gelehrtesten Frauen ihrer Zeit.

## Leben

### Erste Reise nach Irland
1556 diente Sidney in Irland mit dem Lord Deputy, Thomas Radclyffe, 3. Earl of Sussex, der im Jahr zuvor Sidneys Schwester Frances geheiratet hatte. Beide dienten Königin Maria bis zu deren Tod 1558. Sidney hatte großen Anteil daran, die englische Verwaltung in Irland auszubauen, die sich über Jahrhunderte auf die Pale, die Gegend um Dublin, konzentriert hatte. Er war auch an den zivilen und militärischen Maßnahmen beteiligt, die sein Schwager ergriffen hatte, um die irischen Clanführer dazu zu bringen, sich der englischen Krone zu unterwerfen. Dies war bekannt als „Surrender and Regrant“. Während einer Expedition nach Ulster 1557 verwüstete Sidney die Insel Rathlin. Während der Abwesenheit von Sussex im darauffolgenden Jahr, hatte Sidney die alleinige Verantwortung für die Regierung von Irland, wobei er sich als fähig bewies. Als Sussex aufgrund der Thronbesteigung Elisabeths I. ein weiteres Mal abwesend war, musste Sidney als dessen Vertreter mit den Unruhen durch Shane O’Neill zurechtkommen, wobei es ihm gelang, Zeit zu gewinnen, bis Sussex im August 1559 widerstrebend zurückkam. Etwa zur gleichen Zeit trat Sidney von seinem Amt als Vize-Schatzmeister von Irland zurück, da er zum Präsidenten des Council of the Marches in Wales ernannt wurde, die nächsten Jahre in Ludlow Castle residierte und häufig den Hof in London besuchte.

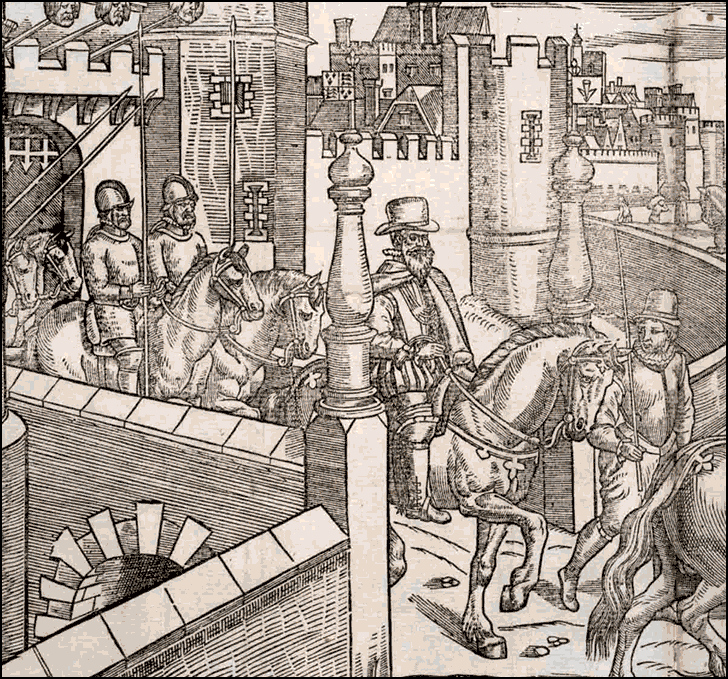
Henry Sidney bricht in Dublin Castle auf. Detail einer Tafel aus The Image of Irelande von John Derrick (London, 1581).

### Lord Deputy of Ireland
Im Jahr 1565 wurde Sidney zum Lord Deputy of Ireland ernannt, als Nachfolger von Nicholas Arnold, der den Earl of Sussex abgelöst hatte. Er fand die Pale in einem verarmteren und unruhigeren Zustand als bei seiner Abreise und meinte, die Ursache für die Unruhen bei Shane O’Neill in Ulster zu finden. Es gelang ihm, Elisabeth zu überzeugen, heftige Maßnahmen gegen O’Neill zu verhängen und wenngleich dieser ein direktes Treffen vermied, setzte Sidney O’Neills Rivalen Calvagh O’Donnell wieder in seine Rechte ein und richtete eine englische Garnison in Derry ein, um die Ausweitung von O’Neills Einfluss zu verhindern.
O’Neill wurde 1567 ermordet und Sidney wandte seine Aufmerksamkeit dem Süden zu, wo er den Streit zwischen Gerald FitzGerald, 15. Earl of Desmond, und Thomas Butler, 10. Earl of Ormond, schlichtete. Außerdem ließ er Personen, die seiner Meinung nach den Frieden störten, hinrichten oder gefangen nehmen. Als er nach Ulster zurückkehrte, zwang er Turlough Luineach O’Neill, den Nachfolger Shane O’Neills, dazu, sich zu unterwerfen und errichtete Garnisonen in Belfast und Carrickfergus, um Tír Eoghain und die Glynns einzuschüchtern.
Sidneys Zeit als Lord Deputy ist kontrovers, da die Regierung ihren Kampf nicht nur gegen gälische militärische Gegner am Schlachtfeld führte, sondern auch gegen die normale, überwiegend ländliche, Bevölkerung führte.

### Desmond-Rebellionen
Im Herbst 1567 kehrte Sidney nach England zurück und war insgesamt 10 Monate in Irland abwesend. Bei seiner Rückkehr drängte er Cecil dazu, Maßnahmen zu ergreifen, um das wirtschaftliche Potenzial Irlands voll auszuschöpfen, das Land durch den Bau von Straßen und Brücken zu erschließen, die einheimischen Institutionen im Ulster durch ein Grundbesitz-System zu ersetzen, und die irischen Bräuche zu unterdrücken. 1569 beaufsichtigte er die Öffnung des Parlaments in Dublin, das erste, das seit 10 Jahren gehalten wurde. Er schlug die Einrichtung des Court of Castle Chamber vor – einer irischen Version der Star Chamber – der später tatsächlich eingerichtet wurde.
Sidney schlug auch die Ernennung eines militärischen Statthalters (Lord President) in den Provinzen Munster und Connacht vor. Dies provozierte die erste der Desmond-Rebellionen, die von James Fitzmaurice Fitzgerald angeführt wurde. Sidney wandte sich gegen die Butlers in Ormond und Kilkenny, die gegen die opportunistischen Ansprüche auf ihr Land durch Peter Carew rebelliert hatten, einem Abenteurer aus Devon, dessen Anspruch von der Regierung in Dublin gebilligt wurde. 1570 wurden viele Anhänger von Edmund Butler gehängt und drei Brüder von Thomas Butler, 3. Earl of Ormonde, wurden durch ein Gesetz des irischen Parlaments ihrer Rechte entzogen.
Sidney verließ Irland 1571, bedrückt von der geringen Anerkennung seiner Staatslenkung durch Königin Elisabeth. Im September 1575 kehrte er mit größerer königlichen Autorität zurück, um den Zustand in Irland schlimmer den je vorzufinden. In Antrim waren die MacQuillans und Sorley Boy MacDonnell die führenden Anstifter der Unruhen und nachdem Sidney diese nördliche Gegend befriedet hatte, begab er sich in den Süden, wo er genauso erfolgreich im Durchsetzen seiner Autorität war. Außerdem änderte Sidney die Verwaltungseinheiten der Insel, indem er nach englischem Vorbild Grafschaftsgrenzen zog.
Auch unterdrückte Sidney eine Rebellion, die vom Earl of Clanricarde und dessen Söhnen 1576 angeführt wurde, und jagte Rory O’More bis zu dessen Tod zwei Jahre später. Sidney war außerdem in das Massaker von Mullaghmast verwickelt, wo 1578 Mitglieder von sieben irischen Clans hingerichtet wurden.

### Die Steuer-Kontroverse
Währenddessen hatte Sidneys jährliche Steuer, die dazu bestimmt war, eine zentrale Regierungsmiliz zu finanzieren, Unzufriedenheit in der Gentry der Pale verursacht, die eine Gesandtschaft von bedeutenden Anwälten nach London sandten, um ihre Beschwerde persönlich bei Königin Elisabeth vorzubringen. Sie wurden von führenden Personen der irischen Regierung unterstützt, unter anderem dem Lordkanzler von Irland, William Gerard. Gerards Treuebruch war ein schwerer Schlag gegen Sidney, der ihn für die fünf vergangenen Jahre als engen Verbündeten betrachtet hatte. Der Streit zwischen den beiden Männern schwächte daraufhin Sidneys Position. Die Argumente, dass die Steuer Politik falsch war, sollten letztlich erfolgreich sein: Zu Sidneys Leidwesen tadelte die Königin sein Verhalten. Im September 1578 wurde er nach England zurückgerufen und kalt von Elisabeth empfangen.

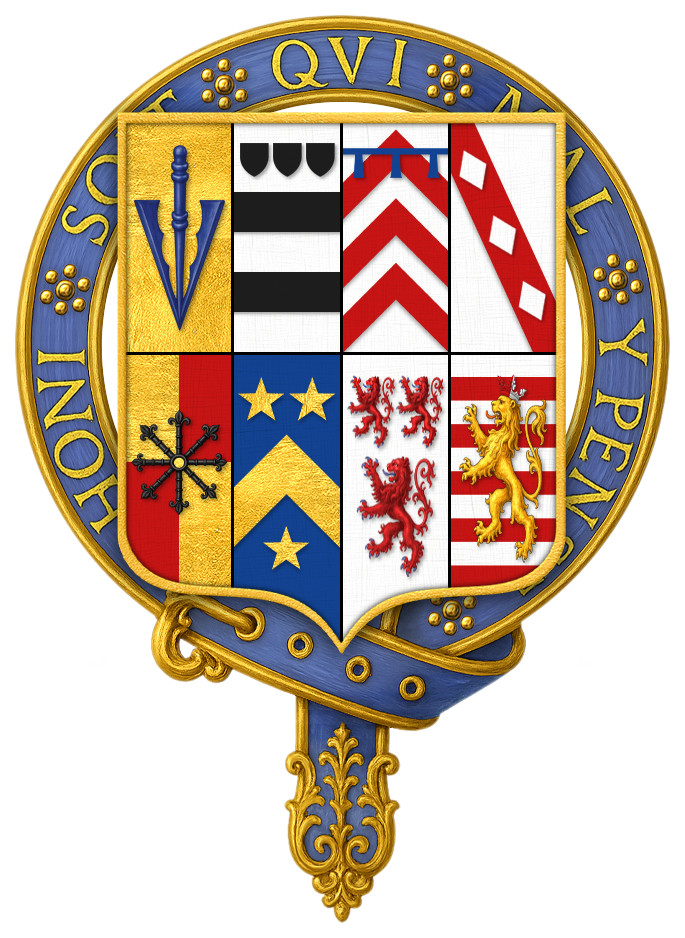
Wappen von Henry Sidney

### Spätere Jahre
Durch seinen Posten im Privy Council in London nutzte Sidney seinen Einfluss in der blutigen Unterdrückung der zweiten Desmond-Rebellion, was für viele Tote in Munster sorgen sollte.
Den Rest seines Lebens verbrachte Sidney hauptsächlich in Ludlow Castle, wo er seinen Pflichten als Präsident der Welsh Marches nachkam. Dort verstarb er am 5. Mai 1586.

## Nachkommen
Aus seiner Ehe mit Mary Dudley hatte Henry Sidney sieben Kinder:
- Philip (1554–1586), Dichter ⚭ Frances Walsingham (1567–1633)
- Mary Margaret (um 1556–1558)
- Elizabeth (* 1560), starb als Kind
- Mary (1561–1621), Dichterin ⚭ Henry Herbert (1538–1601)
- Robert, 1. Earl of Leicester (1563–1626) ⚭ 1. Barbara Gamage (1563–1621), ⚭ 2. Sarah Blount
- Ambrosia (um 1566–1575), starb mit neun Jahren
- Thomas